# Gazaca
Ganzak (greco: Gazaca, latino: Gaza, Ganzaga, arabo: Janza, Jaznaq) era un'antica città fondata dagli achemenidi nell'Iran nord-occidentale. Il suo nome è una forma meda adottata dalla lingua persiana (sia antica che nuova). La città si trovava da qualche parte a sud del lago di Urmia e Atropate "presumibilmente" scelse la città come sua capitale.
Sull'esatta posizione, secondo Minorsky, Schippmann, Boyce, il suo sito viene identificato nei pressi di Laylān nella pianura di Miandoab. L'identificazione (adesso non più proponibile) di Ganzak con Takht-e Suleiman è dovuta alle "fonti scadenti romane".
La città fu saccheggiata da Eraclio nel 622 d.C. e anche il suo tempio del fuoco e il santuario di Adur Gushnasp vennero distrutti.
La città fu sede di una diocesi della Chiesa d'Oriente, attestata dal V al VII secolo.